# Relations entre le Canada et le Vietnam
Les relations entre le Canada et le Viêt Nam constituent les relations étrangères bilatérales entre le Canada et la république socialiste du Viêt Nam.
Les deux pays sont membres de la Coopération économique pour l'Asie-Pacifique, de l'Organisation internationale de la Francophonie et des Nations unies.

## Historique
Le Canada et le Viêt Nam partagent une histoire commune dans le fait que les deux nations on fait partie de l'empire colonial français. Pendant la guerre du Viêt Nam, le Canada reste officiellement neutre, bien qu'il y ait périodiquement une assistance mutuelle. En ce qui concerne le Viêt Nam lui-même, le Canada est membre de la Commission internationale de contrôle qui surveille la mise en œuvre des accords de Genève et fournit des soldats de la paix au Viêt Nam. Des pertes sont subies au cours de l'opération. Après la chute de Saigon, de 1979 à 1980, le Canada admet 60 000 réfugiés venant du Viêt Nam.
En 1973, le Canada et le Vietnam établissent des relations diplomatiques. En septembre 1976, le Viêt Nam ouvre une ambassade à Ottawa, cependant, l'ambassade ferme fermée en 1981. Le pays rouvre sa représentation à Ottawa en 1990. En 1994, le Canada ouvre une ambassade résidente à Hanoï.
En novembre 1994, le premier ministre canadien, Jean Chrétien, effectue une visite officielle au Viêt Nam, il est le premier chef de gouvernement canadien à le faire. En juin 2005, le premier ministre Phan Văn Khải devient le premier chef d'État vietnamien à visiter le Canada. Depuis ces premières visites, de nombreuses visites officielles entre les dirigeants et les ministres des Affaires étrangères des deux nations ont lieu. Parmi les visites récentes, le premier ministre canadien Justin Trudeau se rend au Viêt Nam pour assister au 29e sommet de l'APEC à Hanoï en novembre 2017. En juin 2018, le premier ministre Nguyễn Xuân Phúc se rend au Canada pour assister au 44e sommet du G7 à La Malbaie.
En 2018, les deux nations célèbrent leurs 45 ans de relations diplomatiques.

## Visites officielles
| Visites officielles du Canada au Viêt Nam - Premier ministre Jean Chrétien (1994, 1997) - Ministre des affaires étrangères André Ouellet (1995) - Ministre des affaires étrangères John Manley (2001) - Premier ministre Stephen Harper (2006) - Ministre des affaires étrangères Lawrence Cannon (2010) - Gouverneur général David Lloyd Johnston (2011) - Ministre des affaires étrangères John Baird (2013) - Ministre des affaires étrangères Stéphane Dion (2016) - Premier ministre Justin Trudeau (2017) | Visites officielles du Viêt Nam au Canada - Vice premier ministre Phan Văn Khải (1994) - Ministre des affaires étrangères Nguyen Manh Cam (1998) - Premier ministre Phan Văn Khải (2005) - Vice premier ministre Truong Vinh Trong (2007) - Vice président Nguyễn Thị Doan (2008) - Ministre des affaires étrangères Phạm Gia Khiêm (2009) - Premier ministre Nguyễn Tấn Dũng (2010) - Ministre des affaires étrangères Phạm Bình Minh (2014) - Premier ministre Nguyễn Xuân Phúc (2018) |

## Accords bilatéraux
Les deux nations signent plusieurs accords tels qu'un Accord de coopération économique et technologique entre le Viêt Nam et le Québec (1992); un Accord sur la coopération au développement (1994); un Accord sur les échanges et le commerce (1995); un Accord tendant à éviter les doubles impositions et à prévenir l'évasion fiscale en matière d'impôts sur le revenu (1997); un Mémorandum d'accord sur le développement des services et des infrastructures (2000); un Mémorandum d'accord sur la politique relative aux projets d'assistance (2001); un Accord sur le transport aérien (2004); et un accord sur l'adoption (2005).

## Échanges
En 2018, le Canada et le Viêt Nam signent l'Accord de partenariat transpacifique, avec d'autres pays riverains du Pacifique. En 2018, le commerce bilatéral entre les deux pays s'élève à 6,4 milliards de dollars américains. Le Viêt Nam est le plus grand partenaire commercial du Canada dans la région de l'Association des nations de l'Asie du Sud-Est depuis 2015. Les domaines prioritaires au Viêt Nam pour les intérêts commerciaux canadiens sont l'agriculture et l'agroalimentaire, l'éducation, les technologies de l'information et des communications, les technologies propres, les infrastructures et l'aérospatiale.

## Représentations diplomatiques

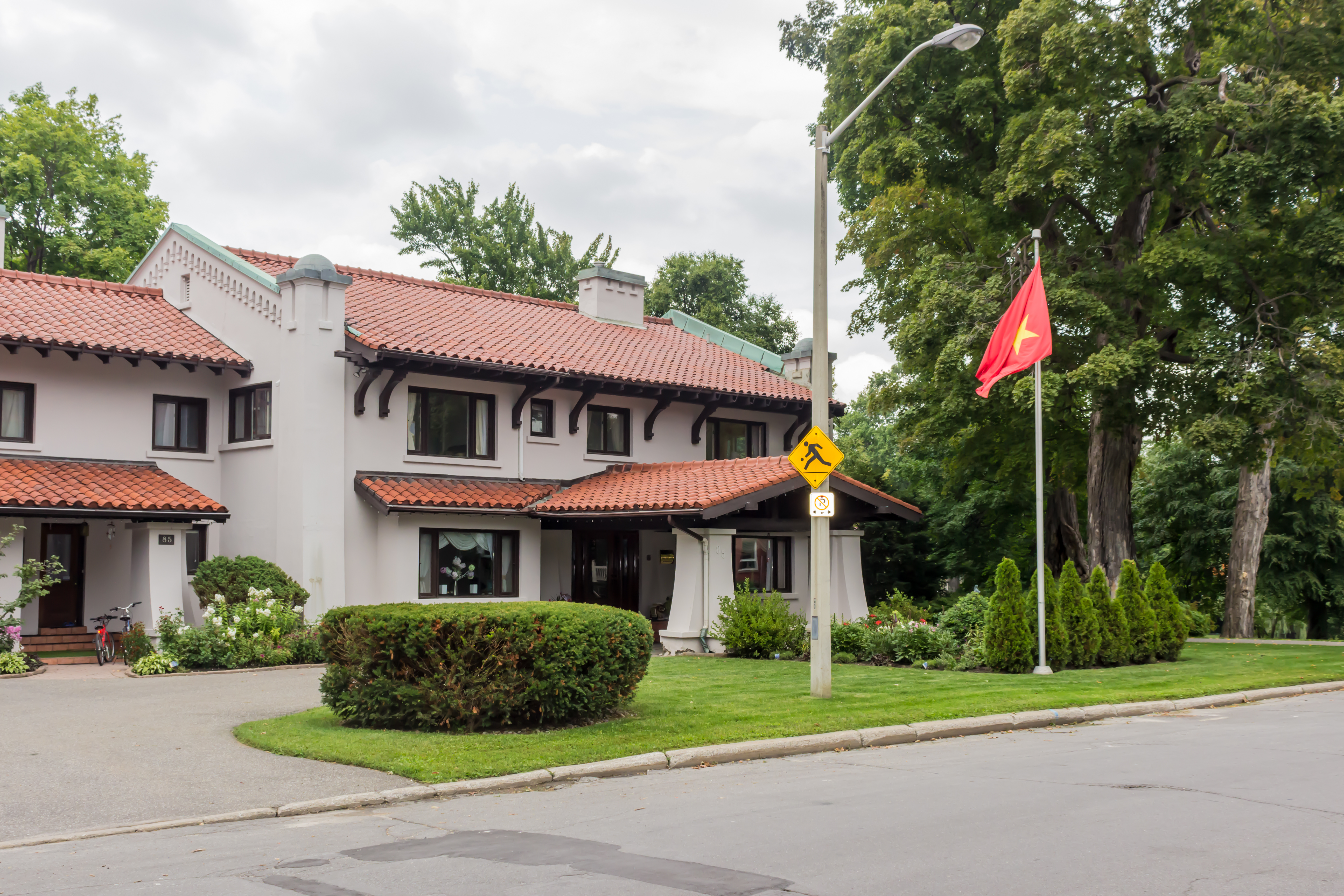
Résidence de l'Ambassade du Viêt Nam à Ottawa

- Le Canada possède une ambassade à Hanoï et un consulat général à Ho Chi Minh-Ville[5].
- Le Viêt Nam possède une ambassade à Ottawa et un consulat général à Vancouver[6].